# Cliff Richey
George Clifford 'Cliff' Richey Jr (San Angelo (Texas), 31 de dezembro de 1946) é um ex-tenista profissional estadunidense.
Cliff Richey foi campeão de vinte-oito torneios da ATP. Ele foi campeão da Copa Davis em 1969 e 1970.